# Buillon
Ancienne commune du département français du Doubs,  Buillon a fusionné avec Chenecey en 1822 pour former la commune nouvelle de Chenecey-Buillon.

Sur le territoire de Buillon se trouvaient l'abbaye Notre-Dame de Billon et des forges (martinet), propriété des moines. Implantées en rive droite de la Loue, 700 m en amont de l'abbaye, elles auraient été annexées à cellles de Chenecey à la fin du XVIIe siècle. Le martinet est signalé en activité en 1844. Une voie ferrée à écartement réduit reliait les forges de Buillon à celles de Chenecey. Les forges cessent définitivement leur activité au cours de la seconde guerre mondiale contre 1949 pour celles de Chenecey. 
Le palais abbatial, construit au bord de la Loue, a été acquis par le maître des forges de Chenecey en 1790, puis a appartenu au père du peintre James Tissot aux XIXe siècle et XXe siècle. C'est la famille Tissot qui a fait construire le château actuel sur la base du palais ; depuis 1990, il est la propriété des créateurs de la société bisontine Maty . 

En 1974, une pisciculture s'installe sur le site et aménage le bief d'alimentation des roues hydrauliques, long de 400 m, en bassins d'élevage de truites. Une micro centrale électrique occupe aujourd'hui les lieux.